# 4-methoxy-4-methyl-2-pentanon
4-methoxy-4-methyl-2-pentanon is een organische verbinding met als brutoformule C7H14O2. De stof komt voor als een kleurloze vloeistof, die vrij goed oplosbaar is in water. De stof wordt gebruikt als oplosmiddel in de organische chemie. De stof is de methyl-ether van diacetonalcohol.

## Toxicologie en veiligheid
De stof ontleedt bij verbranding, met vorming van giftige en irriterende dampen. Ze reageert met oxiderende stoffen.
De damp is irriterend voor de ogen, de huid en de luchtwegen. Als deze vloeistof wordt ingeslikt en daarna in de luchtwegen terechtkomt, kan longoedeem ontstaan.